# حارة القواس (صنعاء)
القواس هي إحدى حارات حي سدس الروض بمدينة الروضة شمال العاصمة اليمنية "صنعاء"، بلغ تعداد سكانها 1737 نسمة حسب تعداد اليمن لعام 2004.